# Alyssum erosulum
Alyssum erosulum är en korsblommig växtart som beskrevs av Patrizio Gennari, Pestal. och Giuseppe C. Clementi. Alyssum erosulum ingår i släktet stenörter, och familjen korsblommiga växter. Inga underarter finns listade i Catalogue of Life.